# 跋提 (柔然)
跋提（?—?），郁久闾氏，吐奴傀的儿子，是4世纪柔然部落的第四任首领，承襲父亲吐奴傀擔任柔然首领。跋提死后，儿子地粟袁继位。
跋提在位时，柔然隶属于拓跋鲜卑部，在大漠南北游牧，每年向拓跋鲜卑部贡献牲畜兽皮。